# 舍赫巴州
舍赫巴州 是北叙利亚民主联邦的一個行政区，原名舍赫巴地区，在由敘利亞民主力量解放自伊斯蘭國後成立，位於科巴尼州和阿夫林州之間。
舍赫巴地區擁有自己的議會和參議院，分別在2016年1月28日及2016年2月2-4日兩次舍赫巴會議中成立。 自治區政府則是在2016年3月22日建立。
舍赫巴地區議會在叙利亚民主委员会上有直接的代表席位，席汗·傑多也是被選出在委员会中代表舍赫巴地區的委員
目前，曼比季和塔尔里法特分别是该地区东部和西部的行政中心。

## 地理

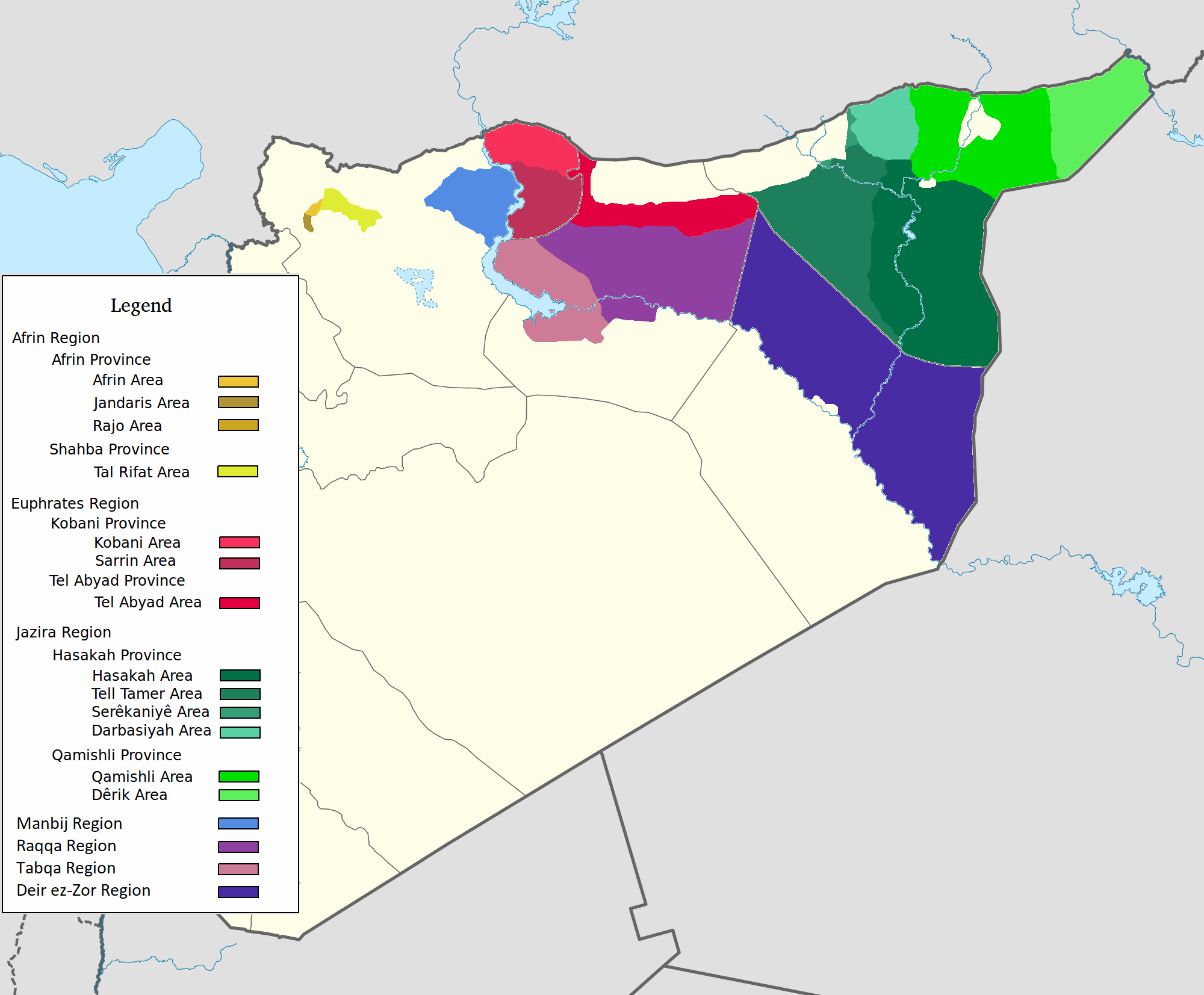
羅賈瓦的4個自治州：阿夫林州（橙）、科巴尼州（红）、舍赫巴地区（紫）和賈茲拉州（绿）。

舍赫巴地區目前擁有曼比季周圍、迪什林和艾琳瑪等內戰前屬於阿勒頗省的大片區域，由敘利亞民主力量控制。

## 歷史
2012年7月，原先敘利亞政府控制的地區大部分被人民保护部队(YPG)等反對派佔領。
2014年1月，伊斯蘭國發動大規模的攻勢，控制了從曼比季到達比克整片區域。
2015年12月敘利亞民主力量(SDF)發起攻勢，奪回了戰略要點迪什林水壩和周圍的村莊, 在幼發拉底河西岸形成一個小的突出部。接著幾個月預備解放曼比季市的行動，因為土耳其政府的干涉而延後。
2016年5月曼比季攻勢終於從3個軸線發起，包括沿著幼發拉底河河岸的南北兩側，以及往曼比季市的南郊，試圖切斷拉卡-曼比季公路。
2016年5月30日到6月12日的曼比季攻勢從伊斯蘭國中解放了超過100座村莊，並建立了舍赫巴州。

## 外部連結
- 維基衛星地圖上的舍赫巴州 （页面存档备份，存于）